# AK-103
AK-103 är en rysk automatkarbin från 2000-talets första decennium. Ersättare för AKM.